# تاريخ طوكيو

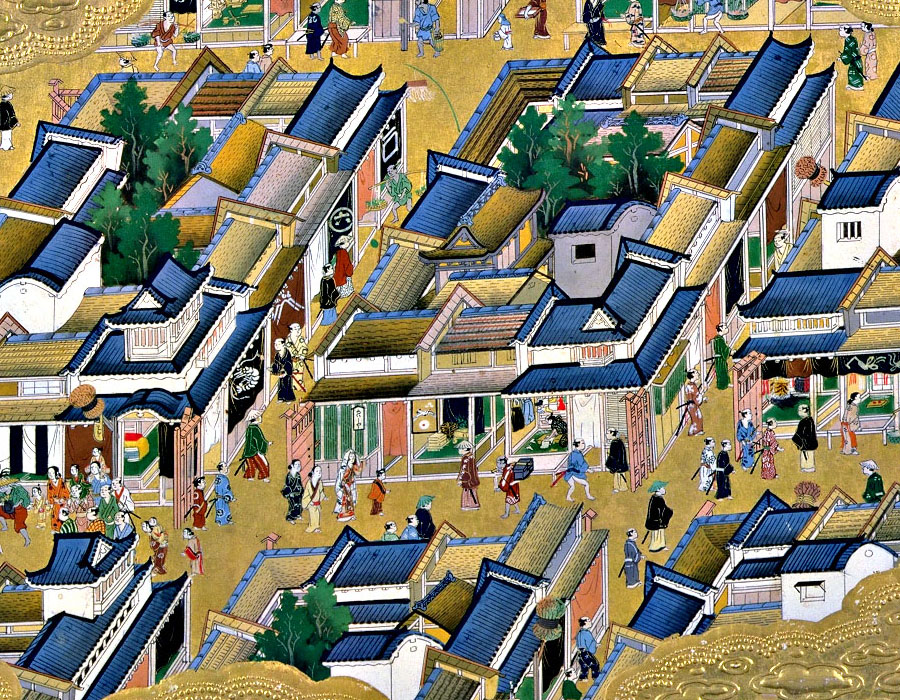

يستعرض تاريخ طوكيو نمو أكبر مركز حضري في اليابان. يشغل القسم الشرقي من طوكيو أراضٍ تابعة لمنطقة كانتو التي تشكل اليوم، بالإضافة إلى محافظة سايتاما ومدينة كاواساكي والقسم الشرقي من يوكوهاما، إقليم موساشي، إحدى الأقاليم التي تشكلت وفق نظام ريتسوريو.
تشكل أحياء طوكيو الخاصة، البالغ عددها 23 والتي تتألف من أحياء كـ توشيما وإبارا وأداتشي وكاتسوشيكا، القسم المركزي من مدينة طوكيو. تشمل طوكيو الغربية حيّ تاما. يقع أقدم معبد بوذي في طوكيو، وهو معبد سينسو جي، في أساكوسا. تأسست قرية إيدو في فترة كاماكورا.

## فترة سينغوكو
استوطن البشر سهل كانتو بحلول الألفية الثالثة قبل الميلاد، وتحمل مدينة طوكيو اليوم بعض الأسماء المحلية للقرى السابقة. كان لقرية كيراكاوا–مورا، وهي قرية تعتمد على الزراعة والصيد على ضفاف نهر هيرا، موقع استراتيجي، فكانت تدير طرق التجارة البرية والبحرية والنهرية على طول سهل كانتو. في فترة كاماكورا (بدأت نحو القرن الثاني عشر)، شيّد إيدو شيغيناغا، الحاكم العسكري لإقليم كانتو، قلعة له هناك، وأطلق عليها اسم إيدوجوكو. بدأ بناء قلعة إيدو على يد أوتا دوكان، أحد أتباع أوسوغي موتشيتومو، عام 1457 خلال فترة موروماتشي، وتشغل اليوم الحديقة الشرقية للقصر الإمبراطوري. شُيّدت المعابد والأضرحة قرب القلعة، فبدأ التجار يمارسون أعمالهم هناك وافتتحوا طرقًا للزوارق والشحن. دخل هوجو أوجيتسونا قلعة إيدو عام 1524.

## فترة موموياما
في عام 1590، أسس توكوغاوا إيه–ياسو سمعة لنفسه في إيدو.

## فترة إيدو أو توكوغاوا، بين عامي 1603–1868
بحلول عام 1590، عندما اختار القائد العسكري توكوغاوا إيه–ياسو مدينة إيدو لتصبح مقرًا عسكريًا، نشأ في المستوطنة المجاورة إيدوجوكو نحو 100 كوخ مسقوف بالقش. جمع إيه–ياسو المحاربين والحرفيين، وعزز قلعة إيدوجوكو بالخنادق المائية والجسور، وشيّد المدينة. بدأت فترة إيدو (إيدو جِداي) عندما أصبح توكوغاوا إيه–ياسو شوغون عام 1603. كان الحاكم الفعلي لليابان، وأصبحت إيدو مدينة قوية ومزدهرة باعتبارها العاصمة الفعلية للبلاد. بقيت كيوتو مركز السلطة والعاصمة الرسمية في اليابان، لكن الإمبراطور كان فاقدًا للسلطة فعليًا.
اكتمل بناء المرفقات الخارجية لقلعة إيدو عام 1606، ولا تزال حتى اليوم قلب المدينة.
امتازت تلك الفترة بالنمو المستمر الذي تقطّع جراء الكوارث الطبيعية، مثل الحرائق والزلازل والفيضانات. كانت الحرائق شائعة جدًا حتى أُطلق عليها «زهور إيدو». في عام 1657، دمّر حريق ميريكي الكبير معظم المدينة، ووقع حريق آخر عام 1668 استمرّ لـ 45 يوم.

### النظام السياسي
اعتمد نظام توكوغاوا السياسي على الهيمنة الإقطاعية والبيروقراطية، لذا افتقدت طوكيو الإدارة الموحدة. تألف النظام الاجتماعي الحضري من المحاربين وعامة الشعب والحرفيين والتجار (رجال الأعمال)، نظمت الطبقتان الأخيرتان نفسيهما ضمن نقابات مُرخصة رسميًا، وتزايد عددها جراء التجارة والنمو السكاني. استُبعد التجار من إدارة الحكومة، لذا رعى هؤلاء ثقافة الترفيه، فجعلوا من إيدو مركزًا ثقافيًا وسياسيًا واقتصاديًا. كانت إيدو أكبر مدينة في العالم في القرن الثامن عشر، وتجاوز تعداد سكانها المليون نسمة عام 1800. تزعّمت إيدو التغيير الاجتماعي والنمو الاقتصادي، وكان لذلك أثر على كلّ اليابان خلال الفترة الواقعة بين عامي 1650 و1860. انجذب المهاجرون إلى إيدو جراء طلب الأخيرة لليد العاملة والمواد، فنشأت أسواق وأنماط تسويقية جديدة، ما أدى إلى خلق معايير أفضل من ناحية الأداء، وأذواق جديدة تسعى وراء مستويات معيشية أعلى.

### البوراكومين المنبوذون
كانت إيدو خلال عصر توكوغاوا قاسية جدًا تجاه المجموعات المنبوذة. فرضت إيدو قيودًا شديدة على الناس المعروفين باسم «كاواتا» و«إيتا» و«هينن» –والتي تعني حرفيًا «غير بشري». لم تُطبق القوانين بقسوة فحسب، بل أوجد المسؤولون ما يُعرف بنظام منبوذي بوراكومين في جميع أنحاء اليابان. ساهم الخوف الشعبي المفرط من «التلوث» و«النجاسة» في تحديد المجموعات التي تعرضت للاضطهاد، وساهم ذلك في وضع أساسات النظام الرسمي المفصّل، الذي اتصف بالإجحاف والرجعية.

### ملكية الأرض المحلية والإدارة
كان لمدينة إيدو نوعان من ملكية الأرض: بوكيتشي وتشوتشي. استُخدم نظام بوكيتشي، أو نظام الساموراي، للمتلكات السكنية. لم يكن بيع وشراء الأراضي مسموحًا، لذا كان سعر قطعة الأرض غير قابلٍ للتحديد. أما التشوتشي، فهو نظام استخدمه سكان البلدات العاديون، سواء التجار أو الحرفيون، لأهداف تجارية وسكنية. نظم التشوتشي الملكية الخاصة، فكان للأرض قيمة معروفة. في سبعينيات القرن التاسع عشر، أبطلت إصلاحات ميجي نظام الساموراي، فوضعت أراضي بوكيتشي تحت نظام وقوانين تشوتشي، فأنهت بذلك بعدًا هامًا من أبعاد الانقسام الطبقي الإقطاعي. لم تملك طوكيو سلطة مركزية، بل امتلكت نظامًا معقدًا من الأحياء المحلية. ترأس صنع القرار في كل حي رجلان دُعيا بـ ماتشي بوغيو. أصدر هذان الرجلان التعليمات الإدارية، ووصلت تلك التعليمات إلى ثلاثة موظفين إداريين يحصلون على عملهم بالتوارث، ودُعي هؤلاء بـ توشيوري. كان النانوشي، أو رئيس القرية، مسؤولًا عن الأحياء المكونة من عشرات الماتشي. عقب عام 1720، نُظم النانوشي ضمن 20 نقابة. واجه هؤلاء تحدٍ صعب، فكانت مهماتهم حماية المدن المزدحمة المؤلفة من بيوت خشبية واهية، وفي عام 1657، دمّر حريق ضخم ثلثي مدينة إيدو، وتسبب بموت 100 ألف شخص. لم يكن باستطاعة تلك المدينة الكبيرة إطعام نفسها، لذا نظمت الحكومة نظامًا مطورًا لصوامع الحبوب. فوُجد الـ ماتشيكايشو، وهو مستودع لتخزين الأرز أُنشئ خلال فترة الإصلاح بين عامي 1787–1733. ساهمت المستودعات في زيادة سلطة الحكومة وإغاثة سكان المدينة الفقراء وتوفير القروض ذات الفائدة المنخفضة لملاك الأراضي.

### المدارس
كانت التيراكويا، أو مؤسسات التعليم الخاص، بمثابة المدارس لأطفال عامة الناس. وصلت نسبة الحضور في التيراكويا إلى 70 بالمئة في العاصمة إيدو بحلول نهاية القرن الثامن عشر وبداية القرن التاسع عشر. حافظ نظام تيراكويا على نسبة المتعلمين مرتفعةً في طوكيو، فتراوحت بين 70 إلى 86 بالمئة، وهو رقم أعلى بشكل ملحوظ من نسبة المتعلمين في المدن الأوروبية خلال تلك الفترة.
في ظل عهد توكوغاوا، درّس عدد محدود من مدارس النخبة قيمَ الحضارة الأدبية للتشجيع على الانضباط والنظام داخل فئة أصحاب المناصب المتوارثة. من المدارس البارزة آنذاك: مدرسة شوهيكو (1790) لدراسة الكلاسيكيات الكونفوشية، ومدرسة كايسيغو (1885) للعلوم الغربية، ومدرسة إيغاكوشو (1863) دراسة الطب الغربي. في عام 1877، اندمجت تلك المدارس مع بعضها لتشكل جامعة طوكيو.

### أحداث بارزة
- 1707 ثوران هوي في جبل فوجي واندفاع الرماد نحو إيدو[12][13]
- 1721 أصبحت إيدو أكبر مدينة في العالم، وبلغ تعداد سكانها نحو 1.1 مليون نسمة.[14]
- 1772 انجلاع حريق ميوا الكبير ما تسبب بـ 6000 إصابة.[15]
- 1855 زلزال إيدو الكبير والذي تسبب بضرر لا بأس به.[16][17]
- 1860 اغتيال لي ناوسوكي، الذي مال نحو الانفتاح الياباني على الغرب، على يد ساموراي متمرد معادٍ للأجانب.[18] شهدت فترة باكوماتسو المتأخرة تزايد النشاط السياسي في إيدو وخلاف على مسألة العلاقات اليابانية مع الغرب.
- 1867 استسلام آخر شوغون في اليابان، توكوغاوا يوشينوبو، وتسليم السلطة إلى الإمبراطور ما أدى إلى انتهاء فترة الشوغون.[19]
- 1868 الإمبراطور يزور طوكيو للمرة الأولى، وقلعة إيدو تتحول إلى القصر الإمبراطوري.[20]